# Sette cieli
I sette cieli sono un concetto fondamentale della cosmologia religiosa e mitologica di molte religioni e tradizioni popolari.

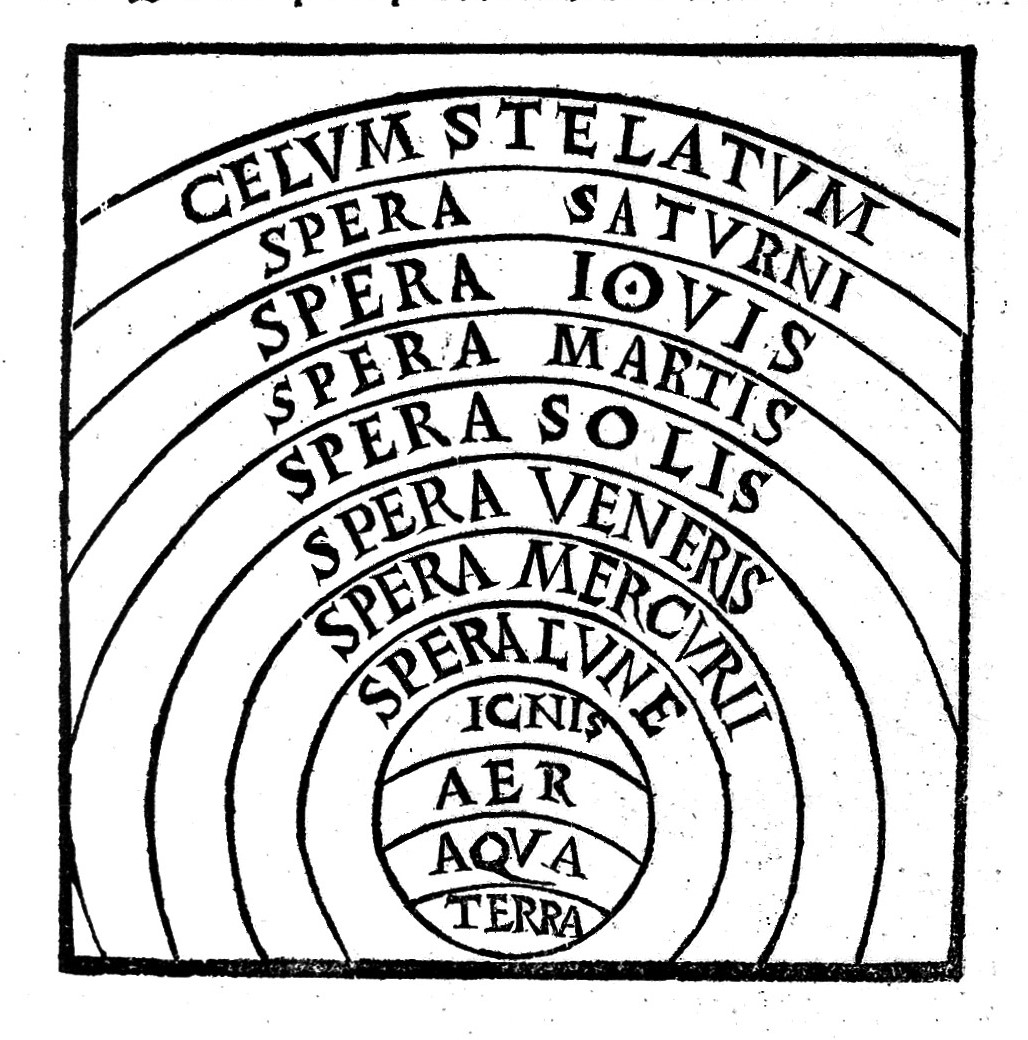
I sette strati del Cielo che sovrastavano il mondo sublunare, corrispondenti alle orbite dei sette pianeti (compresi Luna e Sole), più l'ottavo cielo delle stelle fisse al di sopra di tutti.

Si tratta di un concetto legato a quello delle sfere celesti e alla teoria geocentrica.
L'esatto numero è dato dal fatto che i grandi corpi celesti in movimento visibili a occhio nudo e conosciuti sin dall'antichità fossero appunto sette (Luna, Mercurio, Venere, Sole, Marte, Giove e Saturno), i quali percorrevano ognuno una porzione del cielo, su cui estendevano la loro influenza, e che risultava così suddiviso in tanti strati quanti erano i pianeti (distinti dalle stelle fisse): tali strati detti appunto «cieli» erano perciò affini al concetto odierno di orbita.

## Descrizione
Il concetto dei sette cieli originariamente si sviluppò nella religione mesopotamica, dove An era il dio del cielo e Ki era quella della Terra. Lì si venne a delineare il sistema delle volte celesti, viste come cupole che racchiudevano la Terra e formate di pietre preziose di vario tipo.

### Religioni abramitiche

#### Ebraismo
Vi sono dei dibattiti ancora oggi riguardo a come sia intesa la vita ultraterrena nella religione ebraica (vi sono diverse escatologie secondarie possibili e si crede anche alla reincarnazione). Anche la nozione di "cielo" pertanto ne risente, potendo avere sfumature di significato differenti.
Nel Talmud viene indicata l'esistenza di sette cieli (o šāmayīm) e collettivamente prendono il nome di "firmamento"; questa è una loro classica rappresentazione:
| Cielo                                                   | Riferimento                    | Governato da - sede di                                                         |
| ------------------------------------------------------- | ------------------------------ | ------------------------------------------------------------------------------ |
| 1 - Wīlōn (וילון) / ʿĂrāp̄el (עֲרָפֶל)                      | Isaia 40:22                    | arcangelo Gabriele - Adamo ed Eva                                              |
| 2 - Rāqīaʿ (רקיע)                                       | Genesi 1:17                    | arcangelo Raffaele e Zerachiel -                                               |
| 3 - Shā̆ḥāqīm (שחקים)                                    | Salmi 78:23                    | arcangelo Haniel - Eden (e anche l'inferno, secondo il secondo libro di Enoch) |
| 4 - Zăḇūl (זבול) (Alle volte indicato come sesto cielo) | Isaia 63:15, I Re 8:13         | arcangelo Hesediel                                                             |
| 5 - Māʿōn (מעון)                                        | Deuteronomio 26:15, Salmi 42:9 | arcangelo Michele - Gerusalemme celeste e il suo Tempio                        |
| 6 - Māḵōn (מכון)                                        | I Re 8:39, Deuteronomio 28:12  | arcangelo Samael (secondo altri l'arcangelo Camaele)                           |
| 7 - ʿĂrāḇōṯ (ערבות)                                     | [ 11 ]                         | Qui sono presenti gli Ophanim, i serafini, i 4 hayyot e il trono di Dio        |

Nel secondo libro di Enoch si fa riferimento all'ascesa di Enoch attraverso dieci cieli e l'Eden nel Terzo Cielo per incontrare Dio.

#### Cristianesimo

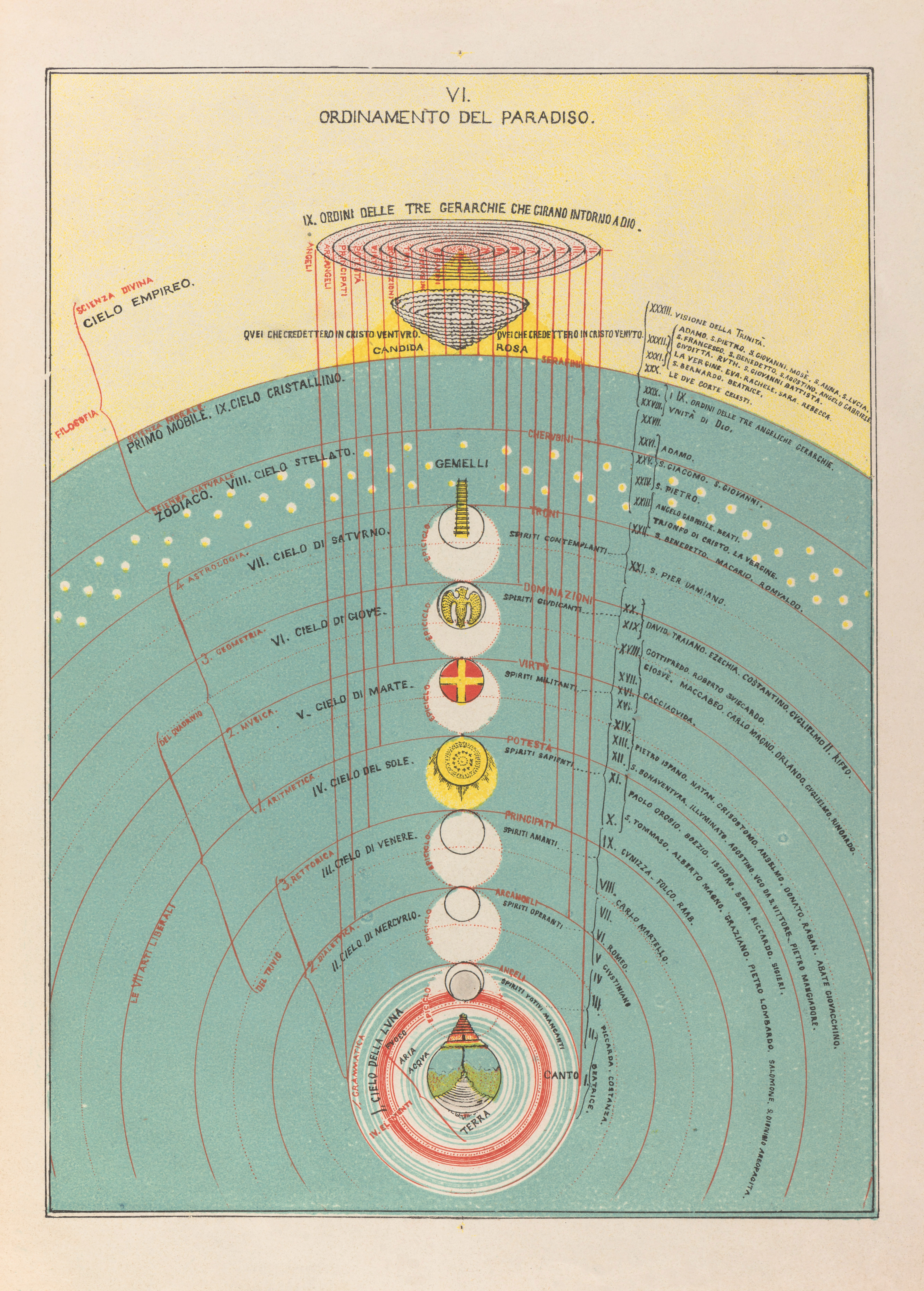
Suddivisione del Paradiso secondo Dante Alighieri in dieci cieli, come illustrato nella Divina Commedia.

Il Nuovo Testamento non contiene ulteriori riferimenti ai sette cieli, ma un riferimento a un Terzo Cielo, dove sarebbe stato rapito egli stesso, è presente in Paolo (vedi 2 Corinzi 12,2-4).
Durante il medioevo la tradizionale suddivisione della volta celeste in sette cieli concentrici fu ulteriormente espansa (anche prendendo spunto da alcuni testi apocrifi, come appunto il secondo libro di Enoch), arrivando a una suddivisione in dieci cieli, di cui la massima espressione artistica si trova nella Divina Commedia di Dante Alighieri.

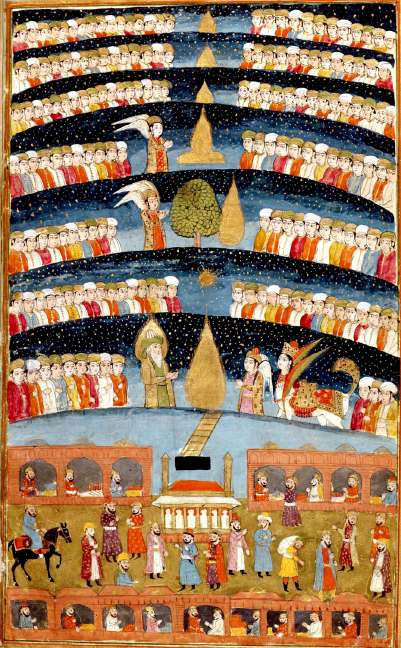
Una miniatura persiana che raffigura i sette cieli dalla storia di Maometto.

#### Islam
Il Corano e l'Ḥadīth menzionano frequentemente la presenza di sette cieli (chiamati samāwāt, termine simile all'analogo dell'ebraismo):
alcune menzioni si trovano in Corano 2:29, 41:12, 65:12 e 71:15.
I sette cieli tradizionalmente sono i seguenti (secondo il sistema di Al-Suyuti):
| Cielo                | Composizione                                                                                    |
| -------------------- | ----------------------------------------------------------------------------------------------- |
| 1 - Raqi'a (رقيعاء)  | Composto di acqua - sede di Adamo ed Eva                                                        |
| 2 - Araqlun (أزفلون) | Composto di perle bianche - sede di Giovanni Battista e Gesù (Isa)                              |
| 3 - Qaydum (قيدوم)   | Composto di ferro - sede di Giuseppe e di Azrael (l'angelo della morte)                         |
| 4 - Maʿuna (ماعونا)  | Composto di ottone o oro bianco - sede di Idris (cioè Enoch) e Cassiel (l'angelo delle lacrime) |
| 5 - Di'a (ريقا)      | Composto di argento - sede di Aronne e del "Guardiano del fuoco"                                |
| 6 - Daqua (دقناء)    | Composto d'oro - sede di Mosè                                                                   |
| 7 - ʿAriba (عريبا)   | Composto di luce divina o smeraldi - sede di Abramo                                             |

Maometto stesso riferì di aver fatto un viaggio attraverso i sette cieli (Miraj) a cavallo di Buraq in cui, appunto, incontra tutti i profeti più importanti che lo hanno preceduto.
Secondo l'Islam moderno, tutti i corpi celesti (inclusa la Via Lattea e le galassie) sono inclusi nel primo cielo e gli altri sei devono ancora essere scoperti dagli scienziati.

### Induismo
In base ad alcuni Purāṇa, il Brahmanda («uovo cosmico», cioè la totalità dell'universo) sarebbe suddiviso in 14 mondi, di cui 7 superiori.

## Nella cultura di massa
L'espressione "essere al settimo cielo", inteso come essere pieni di gioia, deriva dal sistema aristotelico-tolemaico e dalla concezione delle sette sfere celesti in ambito religioso, ognuna corrispondente a un grado sempre maggiore di beatitudine, quanto più alta e perciò più vicina a Dio.